# Sátão (freguesia)
Sátão is een plaats (freguesia) in de Portugese gemeente Sátão en telt 3721 inwoners (2001).